# 蒙日斯卡尔
蒙日斯卡尔（法語：Montgiscard，法語發音：[mɔ̃ʒiskaʁ]）是法国上加龙省的一个市镇，属于图卢兹区。

## 地理
蒙日斯卡尔（43°27'28"N, 1°34'25"E）面积13.16 平方千米，位于法国奧克西塔尼大區上加龙省，该省份为法国西南部内陆省份，西南端与西班牙接壤，自此顺时针与上比利牛斯省、热尔省、塔恩-加龙省、塔恩省、奥德省和阿列日省接壤。
与蒙日斯卡尔接壤的市镇（或旧市镇、城区）包括：多讷维尔、蒙洛尔、巴济耶日、艾格维沃、圣莱昂、贝尔贝兹德洛拉盖、普兹、蒙布兰洛拉盖。

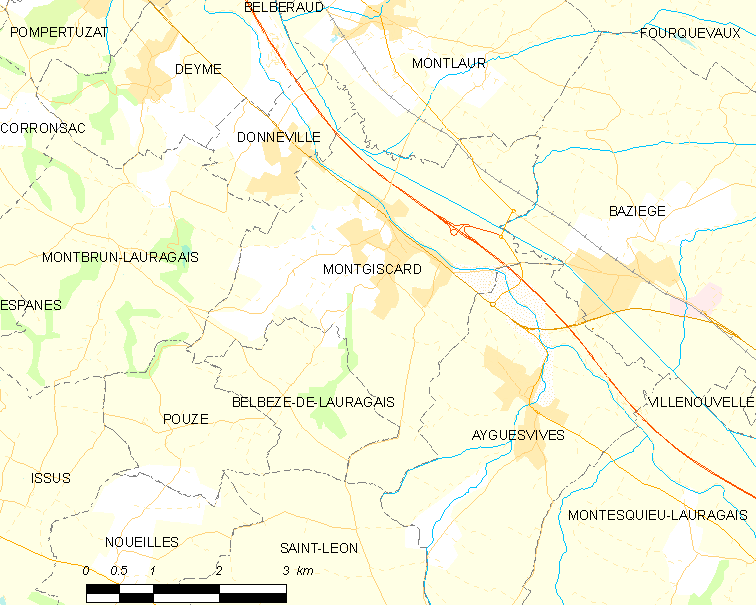
蒙日斯卡尔的OSM定位图

蒙日斯卡尔的时区为UTC+01:00、UTC+02:00（夏令时）。

## 行政
蒙日斯卡尔的邮政编码为31450，INSEE市镇编码为31381。

## 政治
蒙日斯卡尔所属的省级选区为埃斯卡尔康斯县。

## 人口

1962-2008年间蒙日斯卡尔人口变化图示

蒙日斯卡尔于2022年1月1日时的人口数量为2586人。